# Hugo Argüelles
Hugo Argüelles (Veracruz, 16 de janeiro de 1932 — Cidade do México, 24 de dezembro de 2003) foi um roteirista, escritor, dramaturgo e diretor de teatro mexicano.